# CE Mataró
Club Esportiu Mataró – hiszpańsko-kataloński klub piłkarski założony w 1912 roku. Siedzib klubu znajduje się w Mataró w Katalonii. Obecnie zespół występuje w Primera Catalana. Domowe spotkania rozgrywa na stadionie Municipal Carles Padrós w Mataró, który może pomieścić 4,500 widzów.

## Sezony
| Sezon   | Liga             | Miejsce | Puchar Króla |
| ------- | ---------------- | ------- | ------------ |
| 1949/50 | Tercera División | 5.      |              |
| 1950/51 | Tercera División | 7.      |              |
| 1951/52 | Tercera División | 15.     |              |
| 1952/53 | Tercera División | 2.      |              |
| 1953/54 | Tercera División | 16.     |              |
| 1954/55 | Tercera División | 7.      |              |
| 1955/56 | Tercera División | 9.      |              |
| 1956/57 | Tercera División | 15.     |              |
| 1957/58 | Tercera División | 5.      |              |
| 1958/59 | Tercera División | 11.     |              |
| 1959/60 | Tercera División | 4.      |              |
| 1960/61 | Tercera División | 3.      |              |
| 1961/62 | Tercera División | 5.      |              |
| 1962/63 | Tercera División | 3.      |              |
| 1963/64 | Tercera División | 13.     |              |
| 1964/65 | Tercera División | 14.     |              |
| 1965/66 | Tercera División | 8.      |              |

| Sezon      | Liga             | Miejsce | Puchar Króla |
| ---------- | ---------------- | ------- | ------------ |
| 1966/67    | Tercera División | 16.     |              |
| 1967/68    | Regionalna       | —       |              |
| 1968/69    | Regionalna       | —       |              |
| 1969/70    | Tercera División | 8.      |              |
| 1970/71    | Tercera División | 20.     |              |
| od 1971/72 | Regionalna       | —       |              |
| do 1979/80 | Regionalna       | —       |              |
| 1980/81    | Tercera División | 12.     |              |
| 1981/82    | Tercera División | 15.     |              |
| 1982/83    | Tercera División | 20.     |              |
| od 1983/84 | Regionalna       | —       |              |
| do 1994/95 | Regionalna       | —       |              |
| 1995/96    | Tercera División | 10.     |              |
| 1996/97    | Tercera División | 9.      |              |
| 1997/98    | Tercera División | 3.      |              |
| 1998/99    | Tercera División | 4.      |              |
| 1999/00    | Tercera División | 3.      |              |

| Sezon   | Liga               | Miejsce | Puchar Króla |
| ------- | ------------------ | ------- | ------------ |
| 2000/01 | Segunda División B | 15.     |              |
| 2001/02 | Segunda División B | 8.      |              |
| 2002/03 | Segunda División B | 13.     |              |
| 2003/04 | Segunda División B | 18.     |              |
| 2004/05 | Tercera División   | 2.      |              |
| 2005/06 | Tercera División   | 11.     |              |
| 2006/07 | Tercera División   | 6.      |              |
| 2007/08 | Tercera División   | 16.     |              |
| 2008/09 | Tercera División   | 18.     |              |
| 2009/10 | Regionalna         | —       |              |

- 4 sezony w Segunda División B
- 33 sezony w Tercera División

## Znani gracze
- Cesc Fàbregas (zespół młodzieżowy)
- Fábio Carvalho
- Albert Jorquera
- Toni Muñoz
- Juanjo Carricondo